# Teatro Experimental de Arte
O Teatro Experimental de Arte - TEA foi fundado em julho de 1962, na cidade de Caruaru, agreste de Pernambuco.

## Biografia
O Teatro Experimental de Arte foi criado com o objetivo de se trabalhar uma filosofia experimental do teatro na região, acompanhando as mudanças das artes cênicas ocorridas no cenário nacional e internacional. Situado no Teatro Lício Neves, desde sua fundação o grupo promove cursos, oficinas e seminários voltados para a população local, bem como realiza anualmente o Festival de Teatro Estudantil e Amador do Agreste (o FETEAG), contando com apresentação de espetáculos e cursos direcionados aos estudantes da rede de ensino.
Outra ação de destaque é o Projeto “Teatro na Comunidade” que leva apresentações teatrais para praças, palcos e áreas da zona rural, atribuindo novos significados e valores a esses espaços dentro das comunidades. Com mais de 50 espetáculos já produzidos, o grupo já contou com a participação de artistas de destaque no Estado, como o poeta Dila e o ceramista Manoel Galdino, além de presença constante em diversos festivais e mostras de teatro em várias cidades pernambucanas e em outros estados do Nordeste. Entre os anos de 1967 a 1979, o elenco do teatro teve destaque na participação do espetáculo da Paixão de Cristo, em Fazenda Nova.

## Trabalhos
Dentre algumas  peças, podem-se citar várias adaptações, desde fábulas, como “A raposa e as uvas”, de La Fontaine, autos conhecidos, como o “Auto de Natal” e “Auto da Compadecida”, e obras da literatura clássica nacional e internacional, a exemplo de “Morte e Vida Severina”, de João Cabral de Melo Neto, “Romeu e Julieta”, de Shakespeare, e “A Metamorfose”, de Franz Kafka. Em 2008, o Teatro Experimental de Arte ganhou título de Patrimônio Vivo de Pernambuco.

## Auto da Compadecida
O Auto da Compadecida é uma peça teatral em forma de auto, dividida em três atos, escrita por Ariano em 1955 e publicada em 1957. O texto projetou Ariano para todo o país e foi considerado em 1962 por Sábato Magaldi como “o Texto mais popular do moderno teatro brasileiro”. O Teatro Experimental de Arte-TEA conseguiu autorização para montagem do Auto da Compadecida através da ABRAMUS-RJ responsável pela liberação de montagem das obras de Ariano. A partir da proposta do tempo do espetáculo não exceder 1h10m sem descartar nenhum dos 03 atos, o grupo iniciou um delicado processo de adaptação do texto, passando então a buscar a essência de cada cena, através de experimentos da cena completa em palco, seguidos de uma leitura de mesa onde ocorriam as adaptações. Esse processo durou 03 meses, até se chegar a um texto com 1h00 de duração. É importante frisar que não houve acréscimos de nenhuma forma ao texto original, nem alteração das falas originais, a adaptação foi feita no sentido de sintetizar a obra e baseou se unicamente na retirada de algumas falas ou cenas. A adaptação foi submetida a analise de Ariano e aprovada por ele.
Com direção de José Carlos o espetáculo traz elementos do Cavalo Marinho para contar a saga de João Grilo e Chicó, nossos Mateus e Bastião. O Palhaço escrito por Ariano assume nesta montagem o papel de Mestre, e conduz os atores brincantes que se revezam como no Cavalo Marinho para contar o “Auto da Compadecida”. Os elementos da brincadeira popular marcam presença no trabalho de corpo, figurinos, adereços de cena e textos musicados, com trilha executada ao vivo pelo elenco na interpretação da saga dos tipos de Taperoá e o encontro entre o inferno e o céu. O espetáculo tema duração de 60 minutos e classificação Livre.

Elenco - David Gadelha (João Grilo), Jackson Freire (Chicó e Demônio), Rosberg Alexander (Padre e Palhaço), Túlio Beat (Severino de Aracaju), Mandy Freire (Mulher do Padeiro), Ícaro Rafael (Padeiro), Edson Barros (Cabra e Encourado), Pedro Henrique Gonçalves (Major Antônio Morais e Manoel), David Lucas (Sacristão), Paulo César (Bispo), Maria Lima (Compadecida).